# Gatsjiani
Gatsjiani (Georgisch: გაჩიანი) was volgens de overlevering een stad en regio, ruwweg gelegen in de hedendaagse Georgische regio Kvemo Kartli. De exacte locatie van de stad blijft onduidelijk. Stichter en naamgever van de stad, Gatsjios, was de zoon van de legendarische stichter en vader van Georgië, Kartlos. 

## Locatie

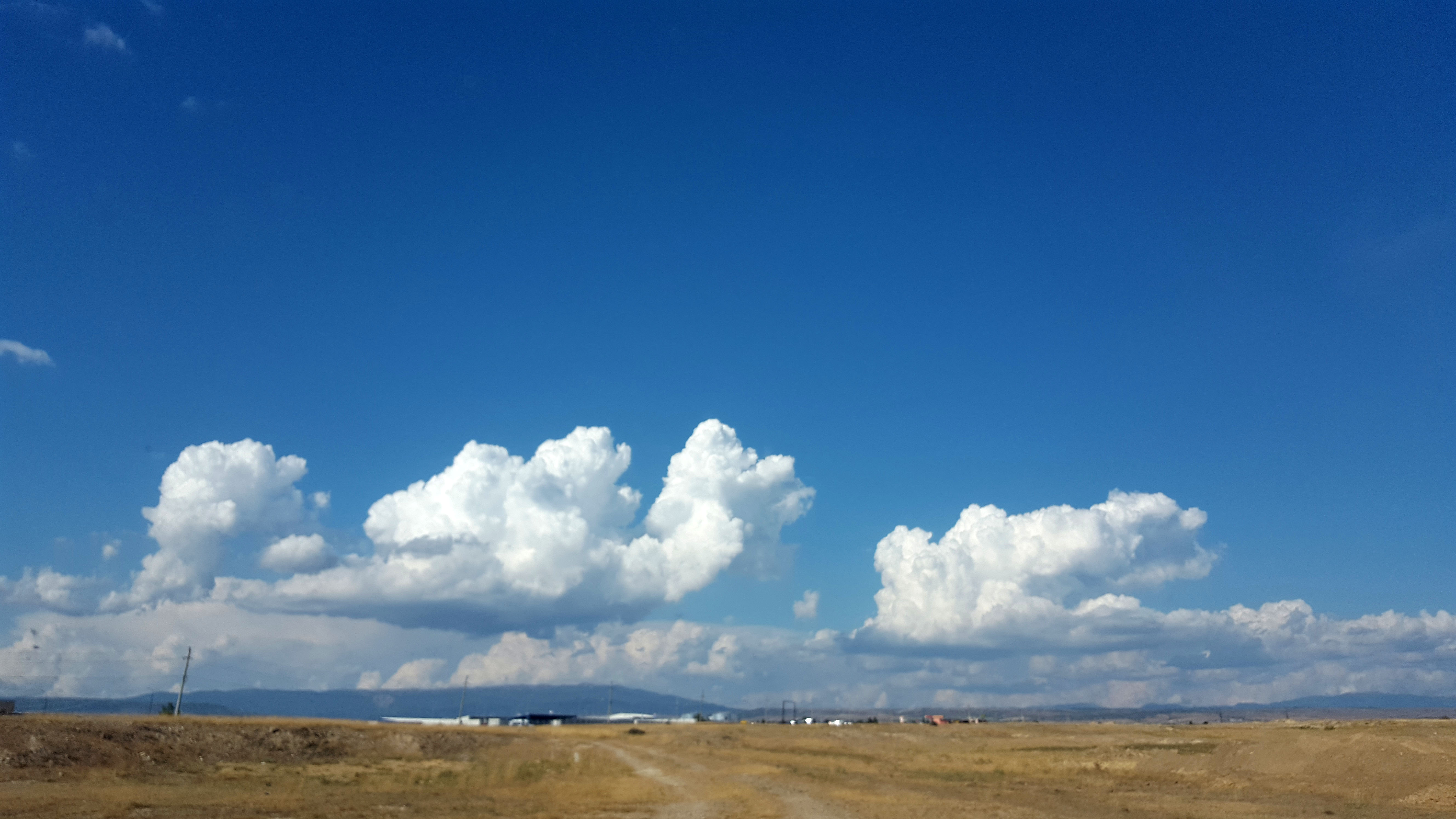
Kvemo Kartli-vlakte bij de "Gatsjiani-zone"

Het grondgebied van Gatsjiani lag naar alle waarschijnlijkheid in de Kvemo Kartli-vlakte ten zuiden van Tbilisi rond en ten westen van het moderne Roestavi en Gardabani, tussen de Mtkvari en de Debed. Aangenomen wordt dat het onder koning Parnavaz I van Iberië in het noorden van het vorstendom Samsjvilde lag (zie detailkaart). Sommige annalen beweren dat het oostelijk strekte tot de monding van de Iori-rivier (zuidelijk Kacheti). De precieze omvang is niet bekend, alsmede over de locatie van de stad doen verschillende theorieën de ronde.
In de 21e eeuw wordt een drietal Azerbeidzjaans bewoonde dorpen in de gemeente Gardabani tussen Roestavi en Tbilisi aangeduid met 'Gatsjiani-zone'. Dit zijn Agtaklia, Karataklia en Karadzjalar, gelegen rond het zuidelijke uiteinde van de oostelijke randweg van Tbilisi. Ter hoogte van deze dorpen ligt aan de Tbilisi-Roestavi-spoorlijn de halte Gatsjiani.

## Geschiedenis
Gatsjiani wordt vermeld in de 11e-eeuwse 'Georgische Kronieken' (Georgisch: ქართლის ცხოვრება, Kartlis Tschovreba, Het leven van Kartlië) van de Georgische historicus Leonti Mroveli, dat beschouwd wordt als het meest coherente historische werk over de vroege Georgische geschiedenis. Volgens deze mythologische kroniek werd het land van Gatsjiani door de weduwe van Kartlos, de aartsvader van Kartlië, aan zoon Gatsjios gegeven en stichtte hij er de stad Gatsjiani.
Parnavaz I, de eerste koning van Iberië (3e eeuw v.Chr.), zou in de wintermaanden in Gatsjiani hebben geresideerd. De opvolger van Parnavaz I, Saoermag I, schonk zijn schoonzoon Mirian als bruidsschat de stad Gatsjiani en maakte hem de eristavi van Samsjvilde.
In de beginjaren van koning David de Bouwer (1089-1125) was het gebied bezet door Seltsjoeken, die in Gatsjiani kampementen hadden langs de Mtkvari, van Tbilisi tot Barda(vi) en de oevers van de Iori.